# سنجاب گوش‌منگوله‌ای
سنجاب گوش‌منگوله‌ای (نام علمی: Sciurus aberti) نام یک گونه از سرده سنجاب است.
سنجاب گوش‌منگوله‌ای یک گونه از سنجاب‌های درختی در جنس سنجاب بوم‌زاد رشته کوه‌های راکی در ابالات متحده آمریکا تا مکزیک، پراکندگی شاخص این گونه در ایالت‌های آریزونا، نیومکزیکو و جنوب غربی کلرادو می‌باشد. لانه این کونه اغلب بالای درختان بلند کاج زرد در جنگل‌های رشته کوه‌های راکی است.

## پراکندگی
سنجاب گوش‌منگوله‌ای اغلب در فلات کلرادو و جنوب رشته کوه‌های راکی در کلرادو، یوتا، آریزونا، و نیومکزیکو، پراکندگی این گونه حتی به ایالت‌های مرکزی و جنوبی آمریکا نیز می‌رسد. این در ایالت چیواوا در پارک ملی سیرا مادره و دورانگودر مکزیک دیده می‌شود.

## خصوصیات فیزیکی
طول سنجاب گوش‌منگوله‌ای بین۴۶-۵۸ سانتی متر درازا با یک دم به طول ۱۹-۲۵ سانتی متر.گوش‌های این گونه مانند کاکلی کوتاه به نظر می‌رسند، طول هر کدام از گوشهایش بین ۲-۳ سانتی متر است.

## تغذیه
سنجاب گوش‌منگوله‌ای از میوها و دانه‌های رسبده درختان کاج زرد در بیشتر مواقع تغذیه می‌کند.